# Andrea Mátay
Andrea Mátay (Budapest, 27 settembre 1955) è un'ex altista ungherese.

## Palmarès
| Anno | Manifestazione | Sede              | Evento        | Risultato | Misura | Note                  |
| ---- | -------------- | ----------------- | ------------- | --------- | ------ | --------------------- |
| 1979 | Europei indoor | Vienna            | Salto in alto | Oro       | 1,92 m |                       |
| 1979 | Universiadi    | Città del Messico | Salto in alto | Oro       | 1,94 m | Record dei campionati |
| 1980 | Europei indoor | Sindelfingen      | Salto in alto | Argento   | 1,93 m |                       |
| 1988 | Europei indoor | Budapest          | Salto in alto | 7ª        | 1,88 m |                       |